# Mense Maio
Mense maio (latín: Mes de mayo) es la segunda encíclica del papa Pablo VI. Fue promulgada el 29 de abril de 1965 e invita a rezar a la Virgen María durante el mes de mayo.